# David S. Miller

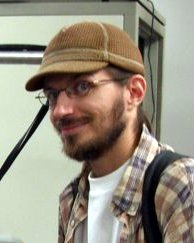
Dave S. Miller

David Stephen Miller (* 26. November 1974 in New Brunswick) ist einer der maßgeblichen Linux-Kernel-Entwickler. Miller ist der Haupt-Maintainer im Bereich Netzwerk und SPARC Implementationen. Weiter ist er ein aktives Mitglied des GNU Compiler Collection Lenkungsausschuss.